# 岸田久吉
岸田 久吉（きしだ きゅうきち、1888年8月25日 - 1968年10月4日）は、日本の動物学者。

## 人物
研究の範囲は哺乳類から節足動物にいたる広範な分野におよび、晩年にいたるまで研究を続けた。
哺乳類については「樺太の哺乳動物相」（鳥獣集報. vol. 17 no. 2: 241-282. 1960年3月）、「千島群島の哺乳動物相」（鳥獣集報. vol. 17 no. 2: 283-306. 1960年3月）などを発表している。哺乳類学者としては、エゾオオカミ・キタキツネ・エゾナキウサギ・ホンシュウジカ等の命名をおこなっている。また、日本人初の哺乳類図説『哺乳動物図解』を刊行した。
農林技官として農業害虫やその駆除に貢献したが、それ以上に岸田の関心は陸上節足動物の中で人の関心を持たれない分野に集中し、クモ目やダニ目、ザトウムシなどの日本における先駆者である。クモに関しては、木村有香（東北大学植物園（現・東北大学学術資源研究公開センター植物園）初代園長）が旧制第七高等学校造士館在学中に採集した、原始的な形態を持ち生きている化石として知られるキムラグモを正式に記載し、木村に献名したことで知られる。
岸田が関係していた学会も多く、日本動物学会、日本生物地理学会、日本哺乳動物学会、日本昆虫学会、応用動物学会、日本応用昆虫学会等の創立発起人あるいは評議員等の役員を兼任していた。また、「Lansania: Journal of Arachnology and Zoology」という雑誌をほとんどひとりで刊行していた。「Lansania」には欠落している巻号も複数存在しており、その印刷の有無および2008年までに知られている刊行巻号（付録1）、収蔵館（付録2）、未発行の原稿（付録3）が公表されている。「Lansania」は実際に発行されていない巻号や論文も数多い上に、発行年月日が不正確であるため、分類学上、あるいは文献学上の混乱をもたらした。

## 家族
- 長男、享吉（1915年（大正4年）1月 - 1940年（昭和15年）7月）
- 長女、田鶴子（1918年（大正7年）1月 - 1937年（昭和12年）6月）
- 次男、信吉（1921年（大正10年）3月 - ）
- 三男、有吉（1925年（大正14年）4月 - ）
- 四男、岸田正吉（きしだ せいきち）（1931年（昭和6年）1月 -2002年（平成14年）2月3日）、日本女子体育大学名誉教授

## 年譜
主として安田雅俊(2005-2009)の年表「台湾モグラ考: 岸田は何をみたのか」年譜を骨格にして加筆・編集した
- 1888年（明治21年）8月25日：京都府舞鶴（旧加佐郡舞鶴町、ただし舞鶴町の誕生は1889年（明治22年）4月1日）に生まれる（Ono, 2005[6]）
- 1908年（明治41年）：
  - 京都府師範学校（現・国立京都教育大学）本科第一部卒業[1]
  - 京都府加佐郡八田尋常高等小学校教諭となる[1]（遅くとも1915年（大正4年）までに退職）
- 1913年（大正2年）：検定試験によって中等教員博物の免許を取得[1]
- 1914年（大正4年）：秋田県大館中学校教諭[1]（1918年（大正7年）まで[1]）
  - 秋田県内で中学教師をしていた1915年から1918年の間に秋田県・田沢湖特産のクニマスを川村多実二京大教授に贈ったとみられている。9個体の標本は京都大学博物館で再発見された[7]
- 1915年（大正4年）11月：長男（享吉）誕生
- 1918年（大正7年）1月：
  - 長女（田鶴子）誕生
  - 中学校教諭退職
- 1920年（大正9年）
  - 10月17日：東京帝国大学動物学第三講座に選科生として所属していた際、旧制第七高等学校の学生だった江崎悌三にトタテグモ類の探索を依頼し、上京寸前の江崎は後輩の木村有香にこの依頼をまわす。
  - 10月25日：木村有香が江崎悌三に鹿児島市城山でトタテグモ類の営巣が確認されたことを伝える。
  - 10月15日（表記上の出版日）：岸田久吉「トタテグモ科の新属新種ワタセグモに就て」を発表[8]。渡瀬庄三郎教授への献名。
  - 10月28日：江崎悌三から木村有香にトタテグモ類採集の依頼があり、木村は1週間後にキムラグモを含む標本を送る。
  - キムラグモを記載し、木村に献名した[9]。
- 1921年（大正10年）：
  - 3月、次男（信吉）誕生。
  - 東京帝国大学理学部動物学科選科（指導教官は渡瀬庄三郎）卒業[1]。
  - 農商務省農事試験場（西ヶ原）畜産課嘱託となる。
- 1922年（大正11年）：
  - 農商務省鳥獣調査室（西ヶ原）嘱託兼任
  - 9月30日：日本動物学会1922年（大正11年）9月例会（東京帝国大学理学部動物学教室）においてパンダとタルバガンの毛皮を供覧[10]
  - 12月15日付で「動物学雑誌」34(410)が発行され、編集委員は岸田久吉、江崎悌三、内田亨の3名体制。
- 1923年（大正12年）：
  - 1月25日「日本哺乳動物學會」が、渡瀬庄三郎（会長）、田子勝彌、内田清之助、黒田長禮、小林桂助、岸田久吉により設立される[1]。
  - 4月、岸田静子（次女）誕生
  - 年末（12月?）に「動物学雑誌」編集委員に平岩馨邦が新たに加わり、編集委員会は、岸田久吉、平岩馨邦、内田亨の3名体制になった。1923年（大正12年）4月に江崎悌三が九州に移動となり欠員ができたためである。編集委員会は岸田が取り仕切っていた[11]。
- 1924年（大正13年）12月：大正13年度末の日本動物学会評議員会の席で、1923年（大正12年）末に編集委員となった平岩馨邦が辞職を申し出たが入れられず、かわりに岸田久吉が勇退することになった。
  - 日本動物学会編集委員を辞任。同編集委員会は平岩馨邦、内田亨の2名体制になった。
  - 12月15日付「動物学雑誌」36(434)が発行され、「學會記事」で編集委員として平岩馨邦と内田亨の2名が記述されている[12]。
- 1925年（大正14年）
  - 4月1日：農商務省の廃止と農林省の発足。
  - 4月：三男（有吉）誕生。
- 1929年（昭和4年）9月16日Lansania：1巻1号を発刊（蘭山会）する。
- 1931年（昭和6年）1月：四男（岸田正吉）誕生
- 1932年（昭和7年）11月15日この頃の所属は「東京市西ヶ原農事試驗場鳥獸調査室」[12]
- 1935年（昭和10年）：この頃、農林省鳥獣調査室が西ヶ原の農事試験場の1室から目黒の林業試験場に移転したため、岸田は目黒に出勤することが多くなった。
- 1937年（昭和12年）6月：長女（田鶴子）敗血症で死去。
- 1940年（昭和15年）7月：長男（享吉）結核で死去。
- 1948年（昭和23年）：農林省林野局林政部猟政調査室勤務[1]。
- 1949年（昭和24年）:林野庁の発足に伴い林野庁指導部猟政調査課勤務[1]。
- 1950年（昭和25年）：林野庁林野局（農林技官）[1]。
- 1953年（昭和28年）：林野庁林野局猟政調査課。
- 1959年（昭和34年）林業試験場保護部併任[1]。
- 1960年（昭和35年）：
  - 3月、「樺太の哺乳動物相」を発表。
  - 3月31日、林野庁（農林技官）退職[1]。
- 1961年（昭和36年）9月：理学博士（広島大学広島文理科大学）「The Osteology of the Kamasisi, Capricornulus crispus （カマシシの骨学的研究）」[1]
  - 1962年3月：広島大学広島文理科大学廃止。
- 1962年（昭和37年）：農学博士（東京農業大学）「日本産ウサギ科の比較骨学」[1][13]
- 1967年（昭和42年）11月：脳軟化症のため療養[14]
- 1968年（昭和43年）
  - 10月4日：東京都練馬区東大泉の自宅で脳軟化症により死去[1]、80歳。
  - 10月6日：東京都練馬区東大泉の自宅で葬儀。

## 業績と人となり
岸田は日本におけるクモ学の開祖である。内田監修(1966)では、蛛形綱の研究史の項の日本に関する部分で岸上鎌吉に触れたあと、岸田について「はじめは真正蜘蛛類に手をつけ、しだいに他の目にも及んで、蛛形綱の分類学的知識を普及させるのに貢献」したとある(p.25)。さらにサソリ目の項では彼のキョクトウサソリに関する研究を「特筆すべき」と述べ(p.47)、ダニ目では真っ先に岸田の名があがり、特に彼の影響によって内田亨などの専門的研究者が出たことを強調している(p.141)。なお、カニムシ目とザトウムシ目については研究史の項は無いが、少なくともザトウムシ目ではいくつかの学名を岸田が付けている。
八木沼は、日本のクモ学の発展について記した文中で「1930年頃までは岸田久吉の一人舞台」と書いている。1930年に日本で最初のクモ類図鑑とも言うべき湯原清次の『蜘蛛の研究』が出版されたが、掲載されたクモの同定は岸田によるものであった。ザトウムシ目についても5種があげられ、いずれも岸田の名による学名が付されているが、現在生きているものはないようである。
ダニ目においても、ササラダニ類の専門家でこの分野の開拓者でもある青木淳一は、岸田を「日本で最初にダニ類をされた方」と述べ、ササラダニについてもいくつかの新種を発表していたと記している。実際に青木が研究を開始したとき、それ以前に知られていたのは岸田の記録した7種のみであった。少脚目では、岸田は日本で最初の種を記載した。
ところが、岸田の仕事には大きな瑕疵がある。彼が記載した動物の主なものは下に挙げた通りながら、彼が学名を与えたものは他にも多い。ただ、その多くが現在は生きていない。これは学問が先人の作業を見直して進むことを思えば、不思議なことではない。しかし岸田の場合、より大きな問題として、正式な記載を怠ったり記載そのものがいい加減である例が多い。
例えば上記の通り、湯原の著書の蜘蛛の同定は岸田によって行われている。そこでは命名者をKishidaとした学名が数多く挙げられているが、そのうち多くのものに原記載がない。湯原は新種記載を行う意図はなかったので、当然、岸田が正式な記載をすることを前提に出版されている。それにも関わらず、正式な記載がないため、その学名は無効であるか、あるいは湯原自身が記載したと見なさざるを得ない。タイプ標本の指定もないため、それが正式にどの種であるか、あるいは間違いであるかなどの判断ができなくなっている。
しかも、岸田の仕事は他のものについても似た例が多い。エダヒゲムシ類の場合、彼が記載したものはその記述が曖昧で、属と種の特徴をはっきり示せていないだけでなく、種そのものの特徴をしっかり書けていないうえ、タイプ標本も残っていないため、後にそれがどの種であるかの判断ができない。それくらいなら、記載しないでくれたほうが良かったとの声すらある。
その上でも、岸田の人物評は悪くない。八木沼も青木も、岸田との関わりについて、常に先輩としてきわめて親切で、後進の指導に熱心で心配りの行き届いた人であったように語っている。岸田はクモ学研究の道を切り開いた偉大なパイオニアであり、その苦労も並大抵のものではなかった。
岸田の人生そのものも紆余曲折が多く、その経過において様々な資格を苦労して獲得していった。うわさでは習字の先生の資格も持っていたとも。

### 記載した属と種
彼が記載した生物はきわめて多岐にわたる。特にクモ類では数が多く、代表的なもののみをあげる。
- 哺乳類(正確には亜種である)
  - エゾオオカミ・キタキツネ・エゾナキウサギ・ホンシュウジカ
- クモ目
  - Heptathela Kishida 1923 キムラグモ属
  - Heptathela kimurai (Kishida 1920) (キムラグモ)
  - Pireneitega Kishida 1955：メガネヤチグモ属・ドウシグモ属・エダイボグモ属
- キシノウエトタテグモ・コマツエンマグモ・トウキョウウズグモ・ホウシグモ・コケオニグモ・イシサワオニグモ・ヒトエグモ・ヒゲナガハシリグモ・ウラシマグモ・イヨグモ
- ダニ目
  - Tetranychus kanzawai Kishida （カンザワハダニ）
  - ウチダマミズダニ
- 昆虫
- Aphanostigma jakusuiense Kishida （キナコアブラムシ）
- エダヒゲムシ類(少脚類)
  - ニワヤスデモドキ
- ウミグモ類
  - ヨロイウミグモ
- シタムシ類
  - カエルシタムシ

さらに、菌類のラブールベニア類にも記載した種があるという。

### 献名された属と種（クモ類）
- Kishidaia Yaginuma, 1960：ブチワシグモ属
- Patu kishidai Shinkai, 2009：ユアギグモ

和名としてはキシダグモ科、およびキシダグモ属がある。
他に、東京蜘蛛談話会の会誌の名がKISHIDAIAである。これは、彼の業績をたたえる意味と同時に、発刊当初に彼の蔵書目録を記録する目的があったためである。

## 著書
- 岸田久吉『進化論講義』勞働者教育協會出版部、19--。 NCID BB00375536。
- (農商務省農務局、農商務省)、岸田久吉『哺乳動物圖解』日本鳥學會、1924年。 NCID BN01438545。
- 岸田久吉『朝鮮半島産の狐 = Description of a new fox from Corean Peninsula』岸田久吉、1924年。 NCID BA50802176。
- 岸田久吉、矢部吉禎、浅間神社(富士宮市)『富士の動物. 富士の植物』古今書院 富士の研究 6、1928年。 NCID BN07398352。
- 岸田久吉『哺乳類』岩波書店 岩波講座生物學. 動物學、1933年。 NCID BN15579126。
- 岸田久吉『蜘蛛の生活』アルス アルス科學寫眞叢書、1933年。 NCID BA39511216。
- 岸田久吉『動物の分布』地人書館 綜合理科教育講座 第4囘、1935年。 NCID BA71788073。
- 福井玉夫、岸田久吉『鳥類 ; 昆虫類 . 動物の分類及系統』地人書館 綜合理科教育講座 第11囘、1935年。 NCID BA71829895。
- 岸田久吉『脊椎動物』建文館 生物学実験法講座 第1巻 . 動物分類學研究法、1937年。 NCID BA34577013。
- 第一次滿蒙學術調査研究團、岸田久吉、中村倭『熱河省産昆蟲類』第一次滿蒙學術調査研究團 第一次滿蒙學術調査研究團報告 第5部第1區、1939年。 NCID BA30087351。
- 第一次滿蒙學術調査研究團、岸田久吉『熱河省産蜘蛛類』第一次滿蒙學術調査研究團 第一次滿蒙學術調査研究團報告 第5部第1區、1939年。 NCID BA30085403。
- 第一次滿蒙學術調査研究團、岸田久吉、中村倭『熱河省産蜘蛛類 . 熱河省産昆蟲類 : 4,9』第一次滿蒙學術調査研究團 第一次滿蒙學術調査研究團報告 第5部第1區、1939年。 NCID BA38416457。
- 江崎悌三、岸田久吉『動物分類學研究法 : 無脊椎動物 . 動物分類學研究法 : 脊椎動物』建文館 生物学実験法講座 B . 動物學關係 ; 第2巻、1939年。 NCID BA30254646。
- 江崎悌三、岸田久吉、岡田弥一郎『動物分類學研究法 : 無脊椎動物 . 動物分類學研究法 : 脊椎動物 . 動物學標本採集・制作・整理法』建文館 生物学実験法講座 B . 動物學關係 ; 第2巻、1940年。 NCID BN09287603。
- 岸田久吉、矢部吉禎、浅間神社(富士宮市)『富士の動物. 富士の植物 [複製版]』名著出版 富士の研究 / 浅間神社社務所編 6、1973年。 NCID BN02912561。
- 江崎梯三、岸田久吉、福井玉夫 ; 阿部余四男『動物分類学研究法 : 無脊椎動物 . 動物分類学研究法 : 脊椎動物. 動物解剖学実験法 : 無脊椎動物 . 動物解剖学実験法 : 脊椎動物』建文館 生物学実験法講座 6、[出版年不明]。 NCID BA73088276。

## 論文
- 国立情報学研究所収録論文 国立情報学研究所
- 1912年
  - 岸田久吉 (1912-03-25). “蜘蛛の單爲生殖研究略史”. 動物学雑誌 (社団法人日本動物学会) 24 (281):  182-183. ISSN 00445118. NAID 110003357838.

- 1917年（大正6年）
  - 岸田久吉 (1917-11-15). “蠶に寄生するシラミダニ”. 動物学雑誌 (社団法人日本動物学会) 29 (349):  377-379. ISSN 00445118. NAID 110004661897.

- 1920年（大正9年）
  - 岸田久吉 (1920-03-10). “ニキビノムシ科の起原及類縁”. 動物学雑誌 (社団法人日本動物学会) 32 (376):  63-64. ISSN 00445118. NAID 110004663311.
  - 岸田久吉 (1920-08-31). “日本産の蜘蛛化石”. 動物学雑誌 (社団法人日本動物学会) 32 (382):  261. ISSN 00445118. NAID 110003358688.
  - 岸田久吉 (1920-11-30). “トタテクモ科の新屬新種ワタセグモに就て(第三圖版)”. 動物学雑誌 (社団法人日本動物学会) 32 (384):  299-307. ISSN 00445118. NAID 110003358693.
  - 岸田久吉 (1920-11-30). “ミアナダニ及其の驅除の方法”. 動物学雑誌 (社団法人日本動物学会) 32 (384 318-321). ISSN 00445118. NAID 110003358695.
  - 岸田久吉 (1920-12-30). “原的の蜘蛛日本にも産する事”. 動物学雑誌 (社団法人日本動物学会) 32 (385):  360-363. ISSN 00445118. NAID 110004663334.

- 1921年（大正10年）
  - 岸田久吉 (1921-03-31). “ヤスデと昆蟲の起原”. 動物学雑誌 (社団法人日本動物学会) 33 (387):  38-39. ISSN 00445118. NAID 110003358720.
  - 岸田久吉 (1921-04-20). “トタテグモ類の住居(一)”. 動物学雑誌 (社団法人日本動物学会) 33 (388):  60-67. ISSN 00445118. NAID 110003358726.
  - 岸田久吉 (1921-04-31). “人類及動物の疥癬”. 動物学雑誌 (社団法人日本動物学会) 33 (389):  89-93. ISSN 00445118. NAID 110004662607.
  - 岸田久吉 (1921-05-31). “トタテグモ類の住居(二)”. 動物学雑誌 (社団法人日本動物学会) 33 (390):  109-118. ISSN 00445118. NAID 110004662584.
  - 岸田久吉 (1921-05-31). “レースサルの肺に居たダニ”. 動物学雑誌 (社団法人日本動物学会) 33 (390):  132. ISSN 00445118. NAID 110004662595.
  - 岸田久吉 (1921-07-31). “面白い淡水産ダニの一新種ウチダマミヅダニに就て : 第三圖版附”. 動物学雑誌 (社団法人日本動物学会) 33 (393):  210-214. ISSN 00445118. NAID 110003358757.
  - 岸田久吉 (1921-07-31). “猿の肺に寄生するダニの種類”. 動物学雑誌 (社団法人日本動物学会) 33 (393):  224-225. ISSN 00445118. NAID 110003358761.
  - 岸田久吉 (1921-07-31). “ミアナダニの唾腺及腸に於ける反凝固素の存在”. 動物学雑誌 (社団法人日本動物学会) 33 (393):  225-226. ISSN 00445118. NAID 110003358762.
  - 岸田久吉 (921-09-16). “ダニ類の標品製作法”. 動物学雑誌 (社団法人日本動物学会) 33 (394):  259-262. ISSN 00445118. NAID 110003358776.
  - 岸田久吉 (1921-12-15). “人尿と共に排出させられたダニに就て”. 動物学雑誌 (社団法人日本動物学会) 33 (398):  438-443. ISSN 00445118. NAID 110003358779.

- 1922年（大正11年）
  - 岸田久吉 (1922-04-17). “日本に産する動物研究の新文献”. 動物学雑誌 (社団法人日本動物学会) 34 (400):  91-93. ISSN 00445118. NAID 110003358809.
  - 岸田久吉 (1922-06-24). “日本産動物研究の紹介”. 動物学雑誌 (社団法人日本動物学会) 34 (402):  550-552. ISSN 00445118. NAID 110003358826.
  - 岸田久吉 (1922-06-24). “ブンブクチャガマ一種の幼期骨格”. 動物学雑誌 (社団法人日本動物学会) 34 (402):  569-570. ISSN 00445118. NAID 110003358838.
  - 岸田久吉 (1922-06-24). “高等學校自然科學教授要目の發表”. 動物学雑誌 (社団法人日本動物学会) 34 (402):  571-572. ISSN 00445118. NAID 110003358839.
  - 岸田久吉 (1922-06-24). “學術研究會議の歐文輯報發刊”. 動物学雑誌 (社団法人日本動物学会) 34 (402):  572-574. ISSN 00445118. NAID 110003358840.
  - 岸田久吉 (1922-08-15). “瘧及黄熱を媒介する蚊の學名及分布”. 動物学雑誌 (社団法人日本動物学会) 34 (403):  610-611. ISSN 00445118. NAID 110003358848.
  - 岸田久吉 (1922-08-15). “マメコガネと米國”. 動物学雑誌 (社団法人日本動物学会) 34 (403):  611-612. ISSN 00445118. NAID 110003358849.
  - 岸田久吉 (1922-08-15). “蟻に擬態する節足動物”. 動物学雑誌 (社団法人日本動物学会) 34 (403):  630-632. ISSN 00445118. NAID 110003358857.
  - 岸田久吉 (1922-07-15). “タルバガン(早獺)に就て”. 動物学雑誌 (社団法人日本動物学会) 34 (405):  724-726. ISSN 00445118. NAID 110003332971.
  - 岸田久吉 (1922-08-15). “門齒指數の測り方”. 動物学雑誌 (社団法人日本動物学会) 34 (406):  765. ISSN 00445118. NAID 110003358870.
  - 岸田久吉 (1922-08-15). “熊の食物”. 動物学雑誌 (社団法人日本動物学会) 34 (406):  765-766. ISSN 00445118. NAID 110003358871.
  - 岸田久吉 (1922-09-10). “日本に産する動物研究の紹介”. 動物学雑誌 (社団法人日本動物学会) 34 (404):  681-684. ISSN 00445118. NAID 110004663564.
  - 岸田久吉 (1922-09-10). “人類の精子生成力”. 動物学雑誌 (社団法人日本動物学会) 34 (404):  687. ISSN 00445118. NAID 110004663567.
  - 岸田久吉 (1922-09-10). “カウモリの羊膜形成”. 動物学雑誌 (社団法人日本動物学会) 34 (404):  687. ISSN 00445118. NAID 110004663568.
  - 岸田久吉 (1922-09-10). “深海産動物の巨大なるは何故か”. 動物学雑誌 (社団法人日本動物学会) 34 (404):  673. ISSN 00445118. NAID 110004663560.
  - 岸田久吉 (1922-09-10). “タカの雌の生殖器”. 動物学雑誌 (社団法人日本動物学会) 34 (404):  687-688. ISSN 00445118. NAID 110004663569.
  - 岸田久吉 (1922-09-10). “有るべき對鰭を缺く魚”. 動物学雑誌 (社団法人日本動物学会) 34 (404):  688. ISSN 00445118. NAID 110004663570.
  - 岸田久吉 (1922-09-10). “蜘蛛の堅琴形器官”. 動物学雑誌 (社団法人日本動物学会) 34 (404):  688. ISSN 00445118. NAID 110004663571.
  - 岸田久吉 (1922-09-10). “アリマキの寄生蜂に寄生する蜂”. 動物学雑誌 (社団法人日本動物学会) 34 (404):  689. ISSN 00445118. NAID 110004663572.
  - 岸田久吉 (1922-08-15). “マメコガネと米國(追記)”. 動物学雑誌 (社団法人日本動物学会) 34 (406):  761-762. ISSN 00445118. NAID 110003358866.
  - 岸田久吉 (1922-10-15). “日本産丘齒偶蹄獸に寄生するマダニ科(Ixodidae Murray, 1877)”. 動物学雑誌 (社団法人日本動物学会) 34 (408):  846-857. ISSN 00445118. NAID 110003358887.
  - 岸田久吉 (1922-11-15). “日本に産する動物研究の紹介”. 動物学雑誌 (社団法人日本動物学会) 34 (409):  926-929. ISSN 00445118. NAID 110003358909.
  - 岸田久吉 (1922-12-15). “リスのダニ”. 動物学雑誌 (社団法人日本動物学会) 34 (410):  962-964. ISSN 00445118. NAID 110003358916.
  - 岸田久吉 (1922-12-15). “フシダニの類縁問題”. 動物学雑誌 (社団法人日本動物学会) 34 (410):  964-965. ISSN 00445118. NAID 110003358917.

- 1923年（大正12年）
  - 岸田久吉 (1923-01-15). “シラミダニの分布”. 動物学雑誌 (社団法人日本動物学会) 35 (411):  52-53. ISSN 00445118. NAID 110003358936.
  - 岸田久吉 (1923-01-15). “海のビタミンと海の動物”. 動物学雑誌 (社団法人日本動物学会) 35 (411):  53. ISSN 00445118. NAID 110003358937.
  - 岸田久吉 (1923-04-26). “アフリカ象減少の原因”. 動物学雑誌 (社団法人日本動物学会) 35 (412):  85-86. ISSN 00445118. NAID 110003332977.
  - 岸田久吉 (1923-04-26). “北海道のトガリネズミ”. 動物学雑誌 (社団法人日本動物学会) 35 (412):  86-89. ISSN 00445118. NAID 110003332978.
  - 岸田久吉 (1923-04-26). “日本に産する動物研究の紹介”. 動物学雑誌 (社団法人日本動物学会) 35 (412):  90-93. ISSN 00445118. NAID 110003332980.
  - 岸田久吉 (1923-04-26). “一, ヤコビ氏著, 「動物地理學」, JACOBI, A., Tiergeographie., 1919., Berlin und Leipzig, Vereinigung wissenschaftlicher Verleger Walker de Gruyker & Co., Mit 3 Karten im Text”. 動物学雑誌 (社団法人日本動物学会) 35 (412):  93-94. ISSN 00445118. NAID 110003332981.
  - 岸田久吉 (1923-04-26). “二, デンディー氏編纂, 「動物と人智の進歩」, DENDY, ARTHUR., Animal Life and Human Progress., 1919., London: Constable and Company Ltd., 227 pp., 丸善での賣價五圓位”. 動物学雑誌 (社団法人日本動物学会) 35 (412):  94. ISSN 00445118. NAID 110003332982.
  - 岸田久吉 (1923-04-26). “三, 英國博物館發行實用叢書特にハースト氏著家養動物に有害な蜱の書, HIRST, S., 1992., London., Mites injurious to domestic animals. British museum (Natural history). Economic series No.13., 丸善での賣價貳圓也”. 動物学雑誌 (社団法人日本動物学会) 35 (412):  94-95. ISSN 00445118. NAID 110003332983.
  - 岸田久吉 (1923-04-26). “鳥の鳴聲の研究”. 動物学雑誌 (社団法人日本動物学会) 35 (412):  98-99. ISSN 00445118. NAID 110003332987.
  - 岸田久吉 (1923-05-18). “信州産二三の哺乳動物”. 動物学雑誌 (社団法人日本動物学会) 35 (413):  128-131. ISSN 00445118. NAID 110003358946.
  - 岸田久吉 (1923-05-18). “原的動物としてのキムラグモ類”. 動物学雑誌 (社団法人日本動物学会) 35 (413):  134-135. ISSN 00445118. NAID 110003358951.
  - 岸田久吉 (1923-07-18). “Nephrophages sanguinarius MIYAKE et SCRIBAの分類上の位置 : 附麥粒のダニの學名”. 動物学雑誌 (社団法人日本動物学会) 35 (415):  203-208. ISSN 00445118. NAID 110003358971.
  - 岸田久吉 (1923-07-18). “蜘蛛類に於ける口橋の發生”. 動物学雑誌 (社団法人日本動物学会) 35 (415):  230-231. ISSN 00445118. NAID 110003358982.
  - Kishida Kyukichi (1923-08-03). “Heptathela, a new Genus of Liphistiid Spiders.”. 日本動物学彙報 (社団法人日本動物学会) 10 (6):  235-242. NAID 110003352164.
  - 岸田久吉 (1923-08-15). “日本に産する動物研究の紹介”. 動物学雑誌 (社団法人日本動物学会) 35 (416):  275-279. ISSN 00445118. NAID 110003358994.
  - 岸田久吉 (1923-08-15). “新著紹介”. 動物学雑誌 (社団法人日本動物学会) 35 (416):  279. ISSN 00445118. NAID 110003358995.

- 1924年（大正13年）
  - 岸田久吉 (1924-01-18). “台灣産翼手目に就て”. 動物学雑誌 (社団法人日本動物学会) 36 (423):  30-49. ISSN 00445118. NAID 110004663496.
  - 岸田久吉 (1924-01-18). “丹後由良川産魚類目録”. 動物学雑誌 (社団法人日本動物学会) 36 (423):  61-62. ISSN 00445118. NAID 110004663500.
  - 岸田久吉 (1924-01-18). “動物界の現象と人生, 著者秋山蓮三氏, 發行所京都市東山通松原角, 上野製作所, 定價三圓五十錢”. 動物学雑誌 (社団法人日本動物学会) 36 (423):  64. ISSN 00445118. NAID 110004663502.
  - 岸田久吉 (1924-03-15). “日本産翼手目知見補遺”. 動物学雑誌 (社団法人日本動物学会) 36 (425):  127-139. ISSN 00445118. NAID 110003359015.
  - 岸田久吉 (1924-03-15). “ジヤカウネズミに就て”. 動物学雑誌 (社団法人日本動物学会) 36 (425):  156-159. ISSN 00445118. NAID 110003359020.
  - 岸田久吉 (1924-03-15). “日本に産する動物研究の紹介”. 動物学雑誌 (社団法人日本動物学会) 36 (425):  161-164. ISSN 00445118. NAID 110003359022.
  - 中本大二; 岸田久吉 (1924-08-15). “ウミシダの分布”. 動物学雑誌 (社団法人日本動物学会) 36 (430):  334. ISSN 00445118. NAID 110003333000.
  - 岸田久吉 (1924-08-15). “新舊熱帶昆蟲相の對比”. 動物学雑誌 (社団法人日本動物学会) 36 (430):  339. ISSN 00445118. NAID 110003333005.
  - 岸田久吉 (1924-11-15). “キナコムシ査定豫報”. 動物学雑誌 (社団法人日本動物学会) 36 (433):  472-474. ISSN 00445118. NAID 110003333027.
  - 岸田久吉 (1924-11-15). “精巣の除去とシカの角”. 動物学雑誌 (社団法人日本動物学会) 36 (433):  493-494. ISSN 00445118. NAID 110003333039.
  - 岸田久吉 (1924-12-15). “内田理學士採集北樺太産蜘蛛目 : 附沖繩縣下から初めて記録せられるハシリクモ屬一種”. 動物学雑誌 (社団法人日本動物学会) 36 (434):  510-520. ISSN 00445118. NAID 110004663513.
  - 岸田久吉 (1924-12-15). “趣味の動物界, 著者 伊藤 隼, 發行所 東京市小石川茗荷谷町六 モナス, 定價 金三圓八十錢”. 動物学雑誌 (社団法人日本動物学会) 36 (434):  528. ISSN 00445118. NAID 110004663518.
  - 岸田久吉 (1924-12-15). “外國學術雜誌目録, 第二版, 編集者 文部省内學術研究會議, 大正十三年三月二十八日發行, 本文 二七四頁, 附録 六頁”. 動物学雑誌 (社団法人日本動物学会) 36 (434):  528. ISSN 00445118. NAID 110004663519.
  - 岸田久吉 (1924-12-15). “日本に産する動物研究の紹介”. 動物学雑誌 (社団法人日本動物学会) 36 (434):  529-543. ISSN 00445118. NAID 110004663521.

- 1925年（大正14年）
  - 岸田久吉 (1925-01-15). “ペラメレス屬の卵黄嚢及尿膜胎盤”. 動物学雑誌 (社団法人日本動物学会) 37 (435):  50-54. ISSN 00445118. NAID 110003359070.
  - Kishida Kyukichi (1925-03-31). “On a New Canestrinid Mite from Japan.”. 日本動物学彙報 (社団法人日本動物学会) 10 (7):  363-364. NAID 110003352177.
  - 岸田久吉 (1925-06-15). “中等教員檢定試驗問題解答 : 四、有袋類の骨格につき其の特異の點を記せ”. 動物学雑誌 (社団法人日本動物学会) 37 (440):  265-266. ISSN 00445118. NAID 110004683053.
  - 岸田久吉 (1925-06-15). “中等教員檢定試驗問題解答 : 七、脊椎動物中にて空中に飛ぶものの運動器を記せ”. 動物学雑誌 (社団法人日本動物学会) 37 (440):  267-268. ISSN 00445118. NAID 110004683056.
  - 岸田久吉 (1925-06-15). “中等教員檢定試驗問題解答 : 八、ヤスデとムカデの構造を比較せよ”. 動物学雑誌 (社団法人日本動物学会) 37 (440):  268-269. ISSN 00445118. NAID 110004683057.

- 1926年（大正15年）
  - 石澤健夫; 岸田久吉; 後正俊 (1926-01-15). “富士山に於ける動物の垂直分布”. 動物学雑誌 (社団法人日本動物学会) 38 (447):  5-7. ISSN 00445118. NAID 110004683063.
  - 岸田久吉 (1926-03-15). “鼠の牝牡を鑑別する法”. 動物学雑誌 (社団法人日本動物学会) 38 (449):  95-96. ISSN 00445118. NAID 110003333058.
  - 岸田久吉 (1926-08-15). “日本に産する動物研究の紹介”. 動物学雑誌 (社団法人日本動物学会) 38 (454):  255-265. ISSN 00445118. NAID 110003333067.
  - 岸田 久吉 (1926-08-15). “ノミの起原論”. 動物学雑誌 (社団法人日本動物学会) 38 (454):  265-266. ISSN 00445118. NAID 110003333068.
  - 岸田久吉 (1926-09-15). “昆蟲標本製作全書, 著者及發行者 名和昆蟲研究所, 定價 \ 1.20, 本文 219pp., 12pls., 44textfigs. 外に口繪一枚”. 動物学雑誌 (社団法人日本動物学会) 38 (455):  328. ISSN 00445118. NAID 110003359169.
  - 岸田久吉 (1926-11-15). “日本に於ける動物研究の紹介”. 動物学雑誌 (社団法人日本動物学会) 38 (457):  396-407. ISSN 00445118. NAID 110003359177.

- 1927年（昭和2年）
  - 岸田久吉 (1927-01-15). “ハネカクシとリス”. 動物学雑誌 (社団法人日本動物学会) 39 (459):  59. ISSN 00445118. NAID 110004663532.
  - 岸田久吉 (1927-02-15). “桑葉の害蜱カンザワハダニに就きて”. 動物学雑誌 (社団法人日本動物学会) 39 (460):  105-107. ISSN 00445118. NAID 110003359187.
  - 岸田久吉 (1927-06-15). “ガロアムシの類縁關係”. 動物学雑誌 (社団法人日本動物学会) 39:  275-279. ISSN 00445118. NAID 110003359200.
  - 岸田久吉 (1927-08-15). “日本に産する動物研究の紹介(本誌Vol.38, p.407に續く)”. 動物学雑誌 (社団法人日本動物学会) 39 (466):  339-351. ISSN 00445118. NAID 110003333115.
  - 岸田久吉 (1927-12-15). “ムササビの飛膜の發達に就て(自抄)”. 動物学雑誌 (社団法人日本動物学会) 39:  483-485. ISSN 00445118. NAID 110004663610.
  - 岸田久吉 (1927-12-15). “日本に産する動物研究の紹介(本誌Vo.39, p.420に續く)”. 動物学雑誌 (社団法人日本動物学会) 39:  500-511. ISSN 00445118. NAID 110004663623.

- 1928年（昭和3年）
  - 岸田久吉 (1928-01-15). “カウモリ雜記”. 動物学雑誌 (社団法人日本動物学会) 40 (471):  28-29. ISSN 00445118. NAID 110004664978.
  - 岸田久吉 (1928-04-15). “國際動物名稱規則中の改正事項”. 動物学雑誌 (社団法人日本動物学会) 40 (474):  169-170. ISSN 00445118. NAID 110004664959.
  - 岸田久吉 (1928-12-20). “A JAPANESE SPECIES OF PAUROPODA (NEOPAUROPUS NIWAI)”. 日本動物学彙報 (社団法人日本動物学会) 11 (4):  377-383. NAID 110003368121.
  - 岸田久吉 (1928-12-20). “TRAPDOOR SPIDERS OF JAPAN AND THEIR BEARING ON ZOOGEOGRAPHY”. 日本動物学彙報 (社団法人日本動物学会) 11 (4):  385-387. NAID 110003368122.
  - 岸田久吉 (1928-12-20). “A NEW LINGUATULID, ARMILLIFER YOSHIDAI, WITH NOTES ON THE POROCEPHALIDAE”. 日本動物学彙報 (社団法人日本動物学会) 11 (4):  397-405. NAID 110003368124.
  - 岸田久吉 (1928-12-20). “PSEUDOSCORPIONS (MICROCREAGRIS) OF JAPAN”. 日本動物学彙報 (社団法人日本動物学会) 11 (4):  407-413. NAID 110003368125.

- 1929年（昭和4年）
  - 岸田久吉 (1929-09-15). “XXI. ヒメヒミズ骨學短見”. 動物学雑誌 (社団法人日本動物学会) 41 (490・491):  393. ISSN 00445118. NAID 110003333240.

- 1930年（昭和5年）
  - 岸田久吉; 犬飼哲男 (1930-10-15). “11 日本北帶のmammal faunaに就いて”. 動物学雑誌 (社団法人日本動物学会) 42 (504):  372-373. ISSN 00445118. NAID 110003327270.

- 1931年（昭和6年）
  - 岸田久吉 (1931-03-15). “渡瀬先生とマングース輸入”. 動物学雑誌 (社団法人日本動物学会) 43 (508・509・510):  70-78. ISSN 00445118. NAID 110003359425.
  - 岸田久吉; 森爲三 (1931-03-15). “朝鮮産陸棲哺乳動物の分布に就いて”. 動物学雑誌 (社団法人日本動物学会) 43 (508・509・510):  372-391. ISSN 00445118. NAID 110003359453.

- 1932年（昭和7年）
  - 岸田久吉 (1932-03-15). “日本産Mogeraの食性概觀”. 動物学雑誌 (社団法人日本動物学会) 44 (521):  92-93. ISSN 00445118. NAID 110003333294.
  - 岸田久吉 (1932-11-15). “シンザルとは何か”. 動物学雑誌 (社団法人日本動物学会) 44 (529):  440-441. ISSN 00445118. NAID 110003359529.

- 1933年（昭和8年）
  - 岸田久吉. マメイタヰセキグモ日本のFaunaに入る 動物学雑誌 00445118 社団法人日本動物学会 1933-01-15. 45. pp. 30. NAID 110004665048.

- 1934年（昭和9年）
  - 岸田久吉 (1934-03-15). “滿洲國熱河省の昆蟲界I”. 昆蟲 (日本昆虫学会) 8 (1):  59-61. ISSN 09155805. NAID 110003486563.
  - 岸田久吉 (1934-06-30). “満洲國熱河省の昆蟲界II”. 昆蟲 (日本昆虫学会) 8 (2):  114-116. ISSN 09155805. NAID 110003486572.
  - 岸田久吉 (1934-09-25). “満洲國熱河省の昆蟲界III”. 昆蟲 (日本昆虫学会) 8 (3):  183-195. ISSN 09155805. NAID 110003486578.
  - 岸田久吉 (1934-11-15). “興安嶺の蜘蛛”. 動物学雑誌 (社団法人日本動物学会) 46 (553):  513. ISSN 00445118. NAID 110003333394.
  - 岸田久吉 (1934-11-15). “尾瀬の小天狗蝙蝠”. 動物学雑誌 (社団法人日本動物学会) 46 (553):  514. ISSN 00445118. NAID 110003333395.

- 1935年（昭和10年）
  - 岸田久吉 (1935-05-21). “小島銀吉〔GINKICHI OJIMA, 1868-1935〕氏小傳”. 昆蟲 (日本昆虫学会) 9 (1). ISSN 09155805. NAID 110003486720.
  - 岸田久吉 (1935-05-21). “滿洲國熱河省の昆蟲界 IV”. 昆蟲 (日本昆虫学会) 9 (1 37-49). ISSN 09155805. NAID 110003486731.
  - 岸田久吉; 徳永重康 (1935-06-15). “第一次滿蒙學術調査研究團の自然科學調査, 第一次滿蒙學術調査研究團報告, 第1部, 邦文44頁, 歐文76頁, 地圖1枚, 寫眞396個, 岩波書店, \1,50”. 動物学雑誌 (社団法人日本動物学会) 47 (560):  393-394. ISSN 00445118. NAID 110003333440.
  - 岸田久吉 (1935-06-15). “森爲三, 熱河の淡水魚類に就て, 第一次滿蒙學術調査研究團報告, 第5部, 第2區, 第1編, 邦文28頁, 歐文61頁, 着色圖版1枚, 單色圖版20枚, 岩波書店, 定價\1,50”. 動物学雑誌 (社団法人日本動物学会) 47 (560):  394. ISSN 00445118. NAID 110003333441.
  - 岸田久吉 (1935-07-20). “滿洲國熱河省の昆蟲界 V”. 昆蟲 (日本昆虫学会) 9 (2):  95-106. ISSN 09155805. NAID 110003378858.
  - 岸田久吉 (1935-12-15). “菅平のハタネズミ”. 動物学雑誌 (社団法人日本動物学会) 47 (566):  794. ISSN 00445118. NAID 110003359760.

- 1936年（昭和11年）
  - 岸田久吉 (1936-02-26). “シジミタテハ科に就いて”. 昆蟲 (日本昆虫学会) 10 (1):  1-24. ISSN 09155805. NAID 110003486755.

- 1939年（昭和14年）
  - 岸田久吉 (1939-07-15). “本邦産牛蜱論”. 動物学雑誌 (社団法人日本動物学会) 51 (7):  538-552. ISSN 00445118. NAID 110003360149.
  - 岸田久吉 (1939-12-30 13). “オキナハシジミタテハ ABISARA SCHEDELI FRUHSTORFER, 1908 に就いて(日本昆蟲學會第 3 囘大會講演要旨)”. 昆蟲 (日本昆虫学会):  226-228. ISSN 09155805. NAID 110003374927.

- 1941年（昭和16年）
  - 岸田久吉 (1941-12-15). “テングカウモリに就て”. 動物学雑誌 (社団法人日本動物学会) 53 (12):  585-586. ISSN 00445118. NAID 110003360242.

- 1949年（昭和24年）
  - 岸田久吉 (1949-02-15). “日本産少脚目”. 動物学雑誌 (社団法人日本動物学会) 58:  63. ISSN 00445118. NAID 110003360506.
  - 石澤 健夫,岸田 久吉 (1949-12-10). “日本産マイコガ科の生活史について(第 8 回大會號 (III))”. 昆蟲 (日本昆虫学会) 17 (6):  68-69. ISSN 09155805. NAID 110003377919.

- 1950年（昭和25年）
  - 岸田久吉 (1950-02). “武蔵野動物志”. 武蔵野 (武蔵野文化協会) 31 (3・4):  31-35. ISSN 09140514. NAID 40003623656.
  - 岸田久吉 (1950-03-15). “カマシンの分布及び生系に就て”. 動物学雑誌 (社団法人日本動物学会) 59 (2・3):  29-30. ISSN 00445118. NAID 110004587865.
  - 岸田久吉 (1950-04-20). “Persicaria hydropiper (Linnaeus) の氣中部上の昆蟲相(第 9 回大會號 (II))”. 昆蟲 (日本昆虫学会) 18 (2):  30-31. ISSN 09155805. NAID 110003374970.
  - 岸田久吉 (1950-11). “日本産リスの種類と習性〔1〕”. 農薬と病虫 (農薬協会) 4 (11):  2-5. NAID 40018425850.
  - 岸田久吉 (1950-12). “日本産リスの種類と習性〔2〕”. 農薬と病虫 (農薬協会) 4 (12):  16-18. NAID 40018425864.
  - 岸田久吉 (1950-12-30). “ベツコウバチー種の生活史について(第 10 回大會號)”. 昆蟲 (日本昆虫学会) 18 (6):  145-147. ISSN 09155805. NAID 110003374978.

- 1951年（昭和26年）
  - 岸田久吉 (1951-01). “林畑を荒す野兎について”. 農薬と病虫 (農薬協会) 5 (1):  2-4. NAID 40018425900.
  - 岸田久吉; 高島 春雄 (1951-02-15). “日本の近海で見られるアザラシの種類及び習性について”. 動物学雑誌 (社団法人日本動物学会) 60 (1・2):  37-38. ISSN 00445118. NAID 110003333983.
  - 小林 久雄; 田中 亮; 岸田 久吉; 鈴木 正將 (1951-02-15). “魚類の類縁考察資料としての鱗相の價値”. 動物学雑誌 (社団法人日本動物学会) 60 (1・2):  38. ISSN 00445118. NAID 110003333984.

- 1952年（昭和27年）
  - 岸田久吉 (1952-04-01). “21. 伊豆大島に野化したタイワンリスに就いて(第2報)”. (日本應用昆蟲學會・應用動物學會合同大會講演要旨) (日本應用昆蟲學會・應用動物學會合同大會講演要旨 : 日本農學大會分科會 日本応用動物昆虫学会) (1952):  3. NAID 110004584725.
  - 岸田久吉 (1952-04-15). “富士箱根國立公園の哺乳動物相について”. 動物学雑誌 (社団法人日本動物学会) 61 (3・4):  63-64. ISSN 00445118. NAID 110004586442.

- 1953年（昭和28年）
  - 岸田久吉 (1953-04). “カニムシの第二性微”. 南宇和昆虫同好会会報 (南宇和昆虫同好会) 2 (1):  9-31. NAID 40018531412.
  - 岸田久吉 (1953-04-02). “17. クリ葉のダニぶしについて(昭和28年日本農學會大會分科會)”. 應用動物學會・日本應用昆蟲學會合同大會講演要旨 : 日本農學會大會分科會 (日本応用動物昆虫学会):  4. NAID 110004558040.
  - 岸田久吉; 今村泰二 (1953-04-15). “ホシバナモグラCondyluraの外見及び解剖所見(分類・動物地理・生態)”. 動物学雑誌 (社団法人日本動物学会) 62 (3・4):  122. ISSN 00445118. NAID 110003361073.
  - 土井久作; 岸田久吉; 今村泰二; 上野益三; 高島春雄; 下泉重吉 (1953-04-15). “入水鍾乳洞の動物(分類・動物地理・生態)”. 動物学雑誌 (社団法人日本動物学会) 62 (3・4):  123-124. ISSN 00445118. NAID 110003361076.
  - 三宅貞祥; 岸田久吉; 加藤 源治; 田中亮 (1953-04-15). “輸入種アメリカザリガニの2系統の日本に於ける分布について(分類・動物地理・生態)”. 動物学雑誌 (社団法人日本動物学会) 62 (3・4):  124. ISSN 00445118. NAID 110003361078.
  - 森川國康; 内田一; 岸田久吉 (1953-04-15). “マーカス島産擬蠍類について(分類・動物地理・生態)”. 動物学雑誌 (社団法人日本動物学会) 62 (3・4):  125-126. ISSN 00445118. NAID 110003361081.
  - 影山藤作; 岸田久吉 (1953-04-15). “鷭の巣に就いて(分類・動物地理・生態)”. 動物学雑誌 (社団法人日本動物学会) 62 (3・4):  128-129. ISSN 00445118. NAID 110003361091.
  - 下泉重吉; 山元孝吉; 田中亮; 岸田久吉 (1953-04-15). “哺乳類の呼吸について(分類・動物地理・生態)”. 動物学雑誌 (社団法人日本動物学会) 62 (3・4):  134-135. ISSN 00445118. NAID 110003361106.
  - 岸田久吉 (1953-08). “家鼠と戦う”. 家庭科教育 (家政教育社) 27 (8):  16-20. NAID 40000504371.

- 1954年（昭和29年）
  - 岸田久吉 (1954-03-29). “22. 日本産ビラハダニ科Familia Bryobiidaeについて(昭和29年日本農學會大會分科会講演要旨)”. 應用動物學會・日本應用昆蟲學會合同大會講演要旨 : 日本農學會大會分科會 (日本応用動物昆虫学会):  4-5. NAID 110004558173.
  - 山田致知; 岸田久吉 (1954-04-15). “Feresaについて(組織・實驗形態・遺傳)”. 動物学雑誌 (社団法人日本動物学会) 63:  81-82. ISSN 00445118. NAID 110003361284.
  - 北沢右三; 岸田久吉 (1954-04-15). “湖沼, 濕原, 草原, 森林生態系の成層構造の比較(生態・動物地理)”. 動物学雑誌 (社団法人日本動物学会) 63:  89-90. ISSN 00445118. NAID 110003361310.
  - 内山 亨; 坂上 昭一; 岸田 久吉; 深田 祝 (1954-04-15). “ミツバチのPopulation季節的消長について(生態・動物地理)”. 動物学雑誌 (社団法人日本動物学会) 63:  92. ISSN 00445118. NAID 110003361317.
  - 岸田 久吉; 澄川 精吾 (1954-04-15). “モグラの蕃殖性について(生態・動物地理)”. 動物学雑誌 (社団法人日本動物学会) 63 (3・4):  93-94. ISSN 00445118. NAID 110003361321.
  - 伊谷純一郎; 田中亮; 岸田久吉 (1954-04-15). “ニホンザルの群れ内における社会的成長過程に關する考察(生態・動物地理)”. 動物学雑誌 (社団法人日本動物学会) 63 (3・4):  94. ISSN 00445118. NAID 110003361322.
  - 林良二; 岸田久吉; 山田致知; 内藤 潔 (1954-04-15). “イルカの前肢骨について(細胞・形態・原生動物)”. 動物学雑誌 (社団法人日本動物学会) 63 (3・4):  124. ISSN 00445118. NAID 110003361406.
  - 岸田久吉 (1954-04-30). キク科植物に蟲だまを造らせる蛾について(第 11 回日本昆蟲学会大回講演要旨) 昆蟲. 20. 日本昆虫学会. pp. 87. ISSN 09155805. NAID 110003377862.
  - 岸田久吉 (1955-04-09). 68. ツロンビジュウム第八種について(昭和30年度日本農学会大会分科会) 應用動物學會・日本應用昆蟲學會合同大會講演要旨 : 日本農學會大會分科會. 日本応用動物昆虫学会. pp. 12. NAID 110004558338.

- 1955年（昭和30年）
  - 岸田久吉 (1955-05). “森林の拡大と鳥獣界”. 林野時報 (林野弘済会) 3:  5. ISSN 04851463. NAID 40018635031.

- 1956年（昭和31年）
  - 岸田久吉. “74. 本邦における毒蛇問題と野生研究 : 第1報 鳥類利用(昭和31年度日本農学会大会専門部会)”. 應用動物學會・日本應用昆蟲學會合同大會講演要旨 : 日本農學會大會分科會 (日本応用動物昆虫学会 1956-04-10):  14. NAID 110004558488.
  - 岸田久吉 (1956-04-15). “カマシシの尾骨について(形態学・分類学・原生動物学)”. 動物学雑誌 (社団法人日本動物学会) 65 (3・4):  151. ISSN 00445118. NAID 110003361910.

- 1957年（昭和32年）
  - 上野俊一; 今村泰二; 岸田久吉; 松本浩一 (1957-03-15). “綜合討論(分類学・形態学・原生動物学)”. 動物学雑誌 (社団法人日本動物学会) 66:  145-146. ISSN 00445118. NAID 110003362336.
  - 岸田久吉 (1957-03-15). “Ochotonidaeの解剖について(分類学・形態学・原生動物学)”. 動物学雑誌 (社団法人日本動物学会) 66 (2・3):  152-153. ISSN 00445118. NAID 110003362357.
  - 岸田久吉. “4 Egg predater mites の1新科 Familia Ooacaridae(昭和32年度日本農学会大会分科会)”. 日本応用動物昆虫学会大会講演要旨 (日本応用動物昆虫学会 1957-03-29) 1:  8-9. NAID 110004529149.

- 1958年（昭和33年）
  - 岸田久吉 (1958-02-15). “日本の小型イタチ類(生理・発生・実験形態・生化学・分類・生態)”. 動物学雑誌 (社団法人日本動物学会) 67:  53-54. ISSN 00445118. NAID 110003362628.

- 1959年（昭和34年）
  - 岸田久吉 (1959-03-15). “日本産ヤマネ科の骨格(生態・分類)”. 動物学雑誌 (社団法人日本動物学会) 68:  108-109. ISSN 00445118. NAID 110003362955.
  - 岸田久吉 (1959-04-05). “87 アマミノウサギ Pentalagus furnessi 食性についてI(昭和34年度日本農学会大会分科会)”. 日本応用動物昆虫学会大会講演要旨 (日本応用動物昆虫学会) 3:  16. NAID 110004529316.

- 1960年（昭和35年）
  - 岸田久吉 (1960-03-29). “156 アマミノウサギの食性 第2報 : 消化管と消化腺とについて(昭和35年度日本農学会大会分科会)”. 日本応用動物昆虫学会大会講演要旨 (日本応用動物昆虫学会) 4:  32. NAID 110004529520.

- 1961年（昭和36年）
  - 岸田久吉 (1961-02-15). “日本産ウサギ科の頭骨と習性との連関(分類・形態・生態)”. 動物学雑誌 (社団法人日本動物学会) 70 (1・2):  61. ISSN 00445118. NAID 110003363743.
  - 岸田久吉 (1961-03). “日本産ウサギ科の比較骨学〔英文〕”. 鳥獣集報 (林野庁) 18 (1):  173-196. NAID 40018049268.
  - 9月：（広島大学広島文理科大学理学部学位論文）The Osteology of the Kamasisi, Capricornulus crispus （=カマシシの骨学的研究）

- 1962年（昭和37年）
  - ：（東京農業大学農学部学位論文）
  - 岸田久吉 (1962-12-15). “若いカマシシに見た骨学的異常(細胞・形態・遺伝)”. 動物学雑誌 (社団法人日本動物学会) 71:  390. ISSN 00445118. NAID 110003332092.

- 1964年（昭和39年）
  - 岸田久吉 (1964-04-02). “350 シクラメンに加害するホコリダニの発見(昭和39年度日本農学会大会分科会)”. 日本応用動物昆虫学会大会講演要旨 (日本応用動物昆虫学会) 8:  37-38. NAID 110004530078.

- 1965年（昭和40年）
  - 岸田久吉 (1965-03-30). “353 日本のアナクマについて(昭和40年度日本農学会大会分科会)”. 日本応用動物昆虫学会大会講演要旨 (日本応用動物昆虫学会) 9:  40. NAID 110004530278.

- 1966年（昭和41年）
  - Kishida Kyukichi (1966-12). “On the altitudinal distribution of the Chelonethida in Japan”. Acta arachnologica (日本蜘蛛学会) 20 (1):  6-8. ISSN 00015202. NAID 40017448006.